# 中华
中華，中国的别称。古代華夏族多建都于黄河南北，以其在四方之中，因称之为中华。后各朝疆土渐广，凡所统辖，皆称中华，亦称中國。中华一词最早见于晉代典籍。劉弘〈請詔東海王等罷兵表〉：「今邊陲無備豫之儲，中華有杼軸之困。」桓温〈請還都洛陽疏〉：“自彊胡陵暴，中华蕩覆，狼狈失据。”《左傳正義》解釋：「中國有禮儀之大，故稱夏，有服章之美，謂之華。」
活躍於明朝萬曆年間的西洋傳教士利瑪竇在其著作《中國札記》中亦寫道：「今天我們通常稱這個國家為Ciumquo（中國）或Ciumhoa（中華）……」。1869年的晚清时期，美国传教士倪維思的英文著作《中国与中国人》一书关于中国的国名部分明确指出：“中国人讲起自己的国名，最常用的是中国（Middle Kingdom）；另一个名字是中华国（Middle Flowery Kingdom)；……此外，统治王朝的各朝代名称也经常被用，比如目前就又称作‘大清国’...”。不过，随后（1871年）清朝与明治日本谈判第一份条约《中日修好條規》时，日方代表对于条规中中方使用“中国”一词提出反对意见，认为“中国系对己邦边疆荒服而言”，要求条规内只写清朝的国号“大清国”。而清政府代表不同意日方的要求，回应道：“我中华之称中国，自上古迄今，由来已久。即与各国立约，首书写大清国字样，其条款内皆称中国，从无写改国号之例”。

## 衍生詞彙

### 大中華區
英文「Greater China」，譯為「大中華區」。指包括以華人為主的中國大陸、香港、澳門、臺灣、新加坡以及華人較多的马来西亚的地區。许多商业机构和跨国企业都采用“大中华地区”或“大中华区”一词于自身的商务运作当中，而以此为名所设立的公司业务部门则主要负责处理臺灣及中国大陆、香港、澳门等两岸三地之间业务来往的管理事项，偶尔也兼有负责新加坡和马来西亚之间的“新马”（旧称“星马”）业务。

### 中华圈
国际上基本认为中华圈是最初以漢文化為主的古中國以及受古中國冊封、奉中華文化為上的眾多朝貢國，而今為華人以及中華文化為主的中國大陸、香港、澳門、臺灣。